# 漫威争锋
《漫威争锋》是由网易游戏与漫威游戏合作开发并发行的第三人称英雄射击游戏，于2024年12月6日在Microsoft Windows、PlayStation 5和Xbox Series X/S平台发行。游戏为免费游玩，目前有41名来自漫威漫畫的角色。

## 角色
- 亞當術士
- 黑豹
- 黑寡妇
- 刀鋒戰士
- 布魯斯·班納
- 美國隊長
- 斗篷與匕首
- 奇異博士
- 艾瑪·佛斯特
- 格鲁特
- 鷹眼
- 海拉
- 霹靂火
- 隱形女
- 鐵拳（英语：Lin Lie）
- 鋼鐵人
- 陸行鯊傑夫（英语：Jeff the Land Shark）
- 洛基
- 冰月花雪
- 魔劍客
- 萬磁王
- 螳螂女
- 驚奇先生
- 月光騎士
- 納摩
- 潘妮·帕克
- 靈蝶
- 鳳凰女
- 火箭浣熊
- 緋紅女巫
- 蜘蛛人
- 松鼠女孩（英语：Squirrel Girl）
- 星爵
- 暴風女
- 制裁者
- 石頭人
- 索爾
- 奧創
- 猛毒
- 酷寒戰士
- 金鋼狼

## 言論審查
在遊戲裡，小熊維尼、天安門廣場、1989、自由臺灣等詞被視為禁詞，該情況被認為是源於中國開發商网易游戏所帶來的审查制度。

## 外部连接
- 官方网站
- 中国大陆官网
- 漫威娛樂网站上的漫威争锋 （页面存档备份，存于）